# Broadway-Show
Broadway-Show (Originaltitel Dames) ist eine US-amerikanische Musikkomödie aus dem Jahr 1934, bei der Ray Enright die Regie übernahm und Busby Berkeley die aufwendigen Musicalnummern verantwortete.

## Handlung
Der exzentrische Multimillionär Ezra Ounce verspricht seinen Verwandten, dem Ehepaar Mathilda und Horace Hemingway, als Vorauszahlung seines Erbes 10 Millionen US-Dollar. Er verlangt dafür einen moralisch einwandfreien Lebenswandel und dass sie sich in seiner neuen Stiftung engagieren, welche die Moral der amerikanischen Bevölkerung verbessern soll. Onkel Ezra besucht die Hemingways in New York, das in seinen Augen mit unzähligen Theatern und Nachtclubs ein einziger Sündenpfuhl ist. Ezras Hass gegen das Showgeschäft geht so weit, dass er einen anderen Verwandten, Jimmy Higgins, aus der Familie ausgeschlossen hat, da dieser eine bislang erfolglose Laufbahn als Sänger und Songschreiber eingeschlagen hat. Was Ezra und das Ehepaar Hemingway nicht wissen: Jimmy und seine weitläufige Verwandte Barbara, die Tochter der Hemingways, sind schon seit einiger Zeit ein Paar.
Das Showgirl Mabel wurde von seinem Produzenten Todd betrogen und muss ohne jeden Cent nach New York zurückreisen. Um den Zugkontrolleuren zu entgehen, schleicht sie sich nachts in das Schlafabteil von Horace Hemingway. Dieser ist über die Situation nervös, da der hochmoralische Ounce gleich nebenan schläft und einen falschen Eindruck bekommen könnte. Aus Angst vor einem Skandal hinterlässt er Mabel etwas Geld und seine Visitenkarte, auf der er eine kurze Bitte notiert, von der nächtlichen Begegnung nichts gegenüber irgendjemandem zu erwähnen. Jimmy bittet unterdessen vergeblich Onkel Ezra um die Finanzierung einer von ihm verfassten Show. Zufällig lernen sich Mabel und Jimmy kennen und schmieden gemeinsam einen Plan: Sie erpressen Horace Hemingway mit seiner Notiz aus dem Zugabteil, um die Show zu finanzieren. Da er durch einen Skandal die versprochenen 10 Millionen Dollar von Onkel Ezra verlieren könnte, streckt Horace widerwillig die 20.000 Dollar für die Broadway-Show vor.
Onkel Ezra regt sich über die geplante Show von Jimmy auf, ahnt aber nicht, dass Horace der geheime Finanzier ist. Ezra engagiert sogar bezahlte Schläger, welche die Premiere der Show seines missliebigen Verwandten stören sollen. Unterdessen hat sich auch Barbara Hemingway zum Entsetzen ihrer Eltern der Show als Sängerin angeschlossen. Die Premiere verläuft zunächst ohne besondere Vorkommnisse und es werden spektakuläre Musicalnummern dargeboten. Onkel Ezra und das Ehepaar Hemingway nehmen ebenfalls an der Premiere teil, wobei sie sich versehentlich an einem angeblichen Heilmittel gegen Schluckauf betrinken. Nach anfänglicher Empörung gefällt die Show dem betrunkenen Onkel Ezra gut. Schließlich legen aber die bezahlten Schlägertrupps los und sorgen für ein chaotisches Ende. Jimmy ist aber nicht unglücklich darüber, da die Schlagzeile eine gute Werbung für die Show darstellt. Am Ende sind aufgrund der Turbulenzen im Theater fast alle Beteiligten inhaftiert und Onkel Ezra hat sich in der Gefängniszelle bereits mit einigen Showgirls angefreundet.

## Hintergrund
Die Dreharbeiten zu Dames begannen im März 1934 mit dem Dreh der Szenen ohne Musik unter Regie von Ray Enright. Anschließend übernahm Busby Berkeley die Regie der Musiknummern, ehe am 3. Juli 1934 die Dreharbeiten abgeschlossen werden konnten.
Nach der Premiere in New York am 16. August 1934 erschien der Film im September 1934 in den USA in den Kinos. In verschiedenen europäischen Ländern kam der Film bereits 1934 und 1935 in die Kinos, für Deutschland ist allerdings kein Kinostart belegt. In Westdeutschland feierte der Film am 9. März 1980 auf dem BR seine Fernsehpremiere.

### Musiknummern
- Dames, von Harry Warren (Musik) und Al Dubin (Text). Gesungen von Dick Powell.
- I Only Have Eyes for You, von Harry Warren (Musik) und Al Dubin (Text). Gesungen von Dick Powell und Ruby Keeler an zwei Stellen im Film. Das Lied erreichte weit über den Film hinaus Bekanntheit als häufig gecoverter Standard. Zu einem Charterfolg wurde etwa das Cover von The Flamingos aus dem Jahr 1959.
- The Girl at the Ironing Board, von Harry Warren (Musik) und Al Dubin (Text). Gesungen von Joan Blondell.
- When You Were a Smile on Your Mother's Lips and a Twinkle in Your Daddy's Eye, von Sammy Fain (Musik) und Irving Kahal (Text). Gesungen von Dick Powell. Komponist Sammy Fain hat im Film auch eine kleinere Nebenrolle als mit Jimmy befreundeter Songwriter Buttercup.
- Try to See It My Way, von Allie Wrubel (Musik) und Mort Dixon (Text). Gesungen von Dick Powell, Joan Blondell und einem Chor.

Ursprünglich plante Berkeley eine weitere Musiknummer mit Joan Blondell, in der ein Kampf zwischen einer Katze und einer Maus besungen wird und die einige zweideutige Zeilen erhielt (so Blondell, die an das Publikum die Aufforderung come up and see my pussy sometime richtet). Da während des Jahres 1934 der zuvor freiwillige Hays Code restriktiver und mächtiger wurde, musste Berkeley die geplante Nummer bereits vor Beginn der Dreharbeiten fallen lassen.

## Kritiken
Die New York Times schrieb in ihrer Kritik vom 16. August 1934, dass die meisten Zuschauer beim Verlassen des Kinosaales den Ohrwurm I Only Have Eyes for You gesummt oder gepfiffen hätten, außerdem, dass Guy Kibbee, Hugh Herbert und ZaSu Pitts als Kombination für viele Lacher beim Publikum gesorgt hätten. Der Film wiederhole das Erfolgsrezept vergangener Busby-Berkeley-Filme, wenngleich er nicht ganz an den hohen Standard von Die 42. Straße herankomme.
Für Richard Brody vom New Yorker sind in diesem 1934 die sozialkritischen Töne vorheriger Berkeley-Filme zurückgedrängt, der Film sei wieder in der Welt der Reichen angesiedelt, die aber veralbert werden. Die Handlung sei nicht weiter bemerkenswert, der Film gehöre „Berkeley und seinen wundersamen Produktionsnummern, die alle erotische Fantasien sind“. Die Titelnummer Dames enthalte eine von „Berkeleys großartigsten visuellen Ideen“, die nicht weniger als die Entstehung der Welt suggeriere.
„Ein mit bekannten Songs der 30er Jahre geschmücktes turbulentes Musical“, notierte der Filmdienst.